# الخراج و صناعة الکتابة
الخراج و صناعة الکتابه اثر ابوالفرج قدامة بن جعفر (متوفی ۳۳۷ ق) معروف به کاتب بغدادی، کتابی است دربارهٔ خراج و مالیات که به زبان عربی، بین سال‌های ۳۱۶ تا ۳۲۰ ق نوشته شده‌است. هدف اصلی نویسنده، توصیف مملکت اسلام و حدود و ثغور آن، خصوصاً قسمت مجاور با امپراتوری روم شرقی بوده که وی آن را بزرگ‌ترین دشمن اسلام می‌دانسته‌است. اطلاعات نویسنده از جغرافیای ریاضی و توصیف کوه‌ها، رودها و هفت اقلیم و نیز توجه خاص وی به نواحی مجاور جهان اسلام، سبب اهمیت کتاب شده‌است.
کاتب بغدادی چون در ادارهٔ مرکز بغداد ناظر حساب و درآمد بوده، شغلش ایجاب می‌کرده تا کتاب حاضر را با موضوع تقسیمات قلمرو خلافت و سازمان برید و مالیات هر ولایت بنویسد و در حقیقت کتابش برای شناخت مقدار خراج هر یک از ممالک و بلاد، مهم بوده‌است.
نویسنده بیشتر به وصف راه‌های برید و ولایات توجه داشته و پیش از آنکه ذکر راه‌های بغداد را به میان آورده باشد، همه راه‌هایی را که به مکه منتهی می‌شوند را توصیف کرده‌است. اهمیتی که او برای بغداد قائل شده، تنها از آن جهت است که پایتخت جهان اسلام و از لحاظ سیاسی و اداری قابل توجه بوده‌است. بدین ترتیب باید گفت که در شیوهٔ جغرافیانویسی، وی از روش ایرانی «هفت اقلیم» عدول کرده و تمایل به بیان جغرافیا از جنبهٔ اسلامی دارد.
او مانند یعقوبی و ابن خرداذبه، تقسیم کتاب خود را بنا بر جهات اربعه و بر تقسیم جهان، به چهار ربع، گذاشته‌است و چنین شیوهٔ بیانی بایستی از سنت جغرافیای ایرانی گرفته شده باشد.
برخی معتقدند که بهتر است قسمت چاپ شده کتاب را به منزلهٔ تکمله معتبری بر کتاب ابن خرداذبه دانست؛ زیرا چون غالباً بر مدارک رسمی آن دوران تکیه داشته در بسیاری موارد به تحقیق مطالب ابن خرداذبه کمک می‌کند.